# Azeta vampoa
Azeta vampoa är en fjärilsart som beskrevs av Achille Guenée 1852. Azeta vampoa ingår i släktet Azeta och familjen nattflyn. Inga underarter finns listade i Catalogue of Life.